# Trasferimento alla Hohmann

Trasferimento alla Hohmann in cui >

In astronautica e in ingegneria aerospaziale, il trasferimento alla Hohmann ideato nel 1925 rappresenta una manovra orbitale che permette a un satellite artificiale di trasferirsi da un'orbita circolare a una seconda orbita circolare complanare e confocale alla prima. Questa manovra è monoellittica bitangente: monoellittica in quanto nel trasferimento si percorre una semiellisse, e bitangente in quanto l'ellisse è tangente sia all'orbita iniziale che a quella finale, nei suoi punti absidali.

Un esempio di un'orbita di trasferimento di Hohmann tra la Terra e Marte, come utilizzata dalla missione NASA InSight Legenda:
InSight·
Terra·
Marte

Il trasferimento alla Hohmann è il trasferimento con il più basso consumo di delta-v se il rapporto tra {\displaystyle r_{f}} ed {\displaystyle r_{i}} è minore o uguale a 12, dove {\displaystyle r_{i}} è il raggio dell'orbita circolare iniziale ed {\displaystyle r_{f}} è il raggio dell'orbita circolare finale; altrimenti è più conveniente un trasferimento biellittico bitangente.
Il suo tipico utilizzo è quello che porta un satellite da una orbita terrestre bassa a una geostazionaria. La manovra si compie in circa 5 ore, ed è chiamata trasferimento in orbita geostazionaria (GTO).
Sia l'orbita iniziale che quella finale sono circolari, mentre quella che permette il trasferimento è un'orbita ellittica, complanare e confocale alle due circolari, che è tangente alle stesse. Nel caso del trasferimento GTO, con un primo delta-v positivo il satellite si posiziona istantaneamente al perigeo dell'orbita ellittica, mentre con un secondo delta-v positivo dato all'apogeo dell'orbita di trasferimento ellittica (punto 3 della figura) viene circolarizzata l'orbita.

## Caratteristiche
- È una manovra confocale e complanare: le tre coniche hanno come fuoco il pianeta attrattore;
- È una manovra monoellittica: l'orbita di trasferimento è una semiellisse di semiasse {\displaystyle a};
- È una manovra bitangente: i delta-v impulsivi sono forniti dall'apparato propulsivo nei due punti absidali dell'ellisse di trasferimento,  quindi le tre orbite sono tangenti;

## Calcolo del trasferimento
Si considera il trasferimento alla Hohmann tra un'orbita iniziale di raggio {\displaystyle r_{1}} e un'orbita finale di raggio {\displaystyle r_{2}}. È ammissibile sia un valore {\displaystyle r_{2}} maggiore di {\displaystyle r_{1}} (come ad esempio il trasferimento da un'orbita di parcheggio a un'orbita geostazionaria) che {\displaystyle r_{1}} maggiore di {\displaystyle r_{2}}.
La velocità sulla prima orbita circolare è in modulo, in ogni suo punto,
{\displaystyle v_{1}={\sqrt {\mu \!\, \over r_{1}}}}
dove {\displaystyle \mu \ } è la costante gravitazionale planetaria dell'attrattore.
Dall'equazione di conservazione dell'energia orbitale specifica si può ricavare il modulo della velocità nello stesso punto, ma riferito all'orbita ellittica di trasferimento:
{\displaystyle v_{t1}={\sqrt {\mu \left({\frac {2}{r_{1}}}-{\frac {2}{r_{1}+r_{2}}}\right)}}}
La differenza tra il valore della velocità di trasferimento e la velocità dell'orbita circolare fornisce il valore del delta-v impulsivo
{\displaystyle \Delta v_{A}={\sqrt {\frac {\mu }{r_{1}}}}\left({\sqrt {\frac {2r_{2}}{r_{1}+r_{2}}}}-1\right)},
Allo stesso modo, percorsa la semiellisse di trasferimento, occorre fornire un secondo delta-v impulsivo per circolarizzare l'orbita finale su {\displaystyle r_{2}}, ovvero
{\displaystyle \Delta v_{B}={\sqrt {\frac {\mu }{r_{2}}}}\left(1-{\sqrt {\frac {2r_{1}}{r_{1}+r_{2}}}}\,\!\right)}
Il valore dei delta-v risulterà positivo se l'orbita si porta in una circolare di raggio più grande rispetto alla prima, mentre sarà negativo (in direzione) se avviene l'opposto. Naturalmente in entrambi i casi i delta-v sono forniti dall'impianto propulsivo, ed il costo della manovra risulterà la somma dei moduli dei due delta-v.
{\displaystyle \|\Delta v_{H}\|\ =\|\Delta v_{A}\|\ +\|\Delta v_{B}\|\ }

## Tempo di volo
Il tempo di trasferimento è ricavabile dalla Terza legge di Keplero:
{\displaystyle t_{tr}=\pi {\sqrt {\left(r_{1}+r_{2}\right)^{3}/8\mu }}}
{\displaystyle \mu \ } è la costante gravitazionale planetaria dell'attrattore.